# Catacumba de Sant Calixt
La Catacumba de Sant Calixt és una catacumba a la dreta de la Via Appia Antica (Via Àpia), després de l'església del "Quo Vadis?". Va començar-se cap a la meitat del segle ii i forma part d'un complex que ocupa una extensió de 15 hectàrees, amb una xarxa de galeries de gairebé 20 km. en diferents pisos, i arriben a una profunditat superior als 20 metres. Dins seu s'hi va enterrar desenes de màrtirs, 16 pontífexs i moltíssims cristians. Reben el seu nom del diaca sant Calixt, designat a principis del segle iii pel papa Zeferí I administrador del cementiri. D'aquesta manera, les catacumbes de Sant Calixt es van convertir en el cementiri oficial de l'Església de Roma. A la superfície es veuen dues petites basíliques amb tres absisos, anomenades "Tricores". A la més oriental es va inhumar probablement al papa Zeferí I i al jove màrtir de l'eucaristia, Tarsici de Roma.
El cementiri subterrani consta de diferents àrees. Les Criptes de Lucina i la zona anomenada dels Papes i de Santa Cecília són els nuclis més antics (segle II); però hi ha tombes i criptes fins a la segona meitat del segle iv, moment en el qual deixaren de complir la seva funció i, posteriorment, foren abandonades i oblidades.

## Zona externa

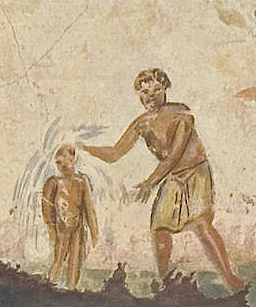
Pintura d'un bateig en la catacumba de Sant Calixt.

Aquesta àrea a cel obert, preexistent a les catacumbes, estava ocupada a banda i banda de la via Àpia per sepulcres pagans. Posteriorment van ser construïts mausoleus i petites basíliques, sobre o al costat de les tombes dels màrtirs. D'aquests monuments han arribat fins a nosaltres només dos petits edificis anomenats "Tricores", pels tres absis que constituïxen la seva planta. Les dues tricores han estat restaurades i l'oriental ocupa ara la funció de petit museu amb inscripcions del cementiri subterrani i nombrosos fragments de sarcòfags, que representen escenes de l'Antic i del Nou Testament.

## Cripta dels papes

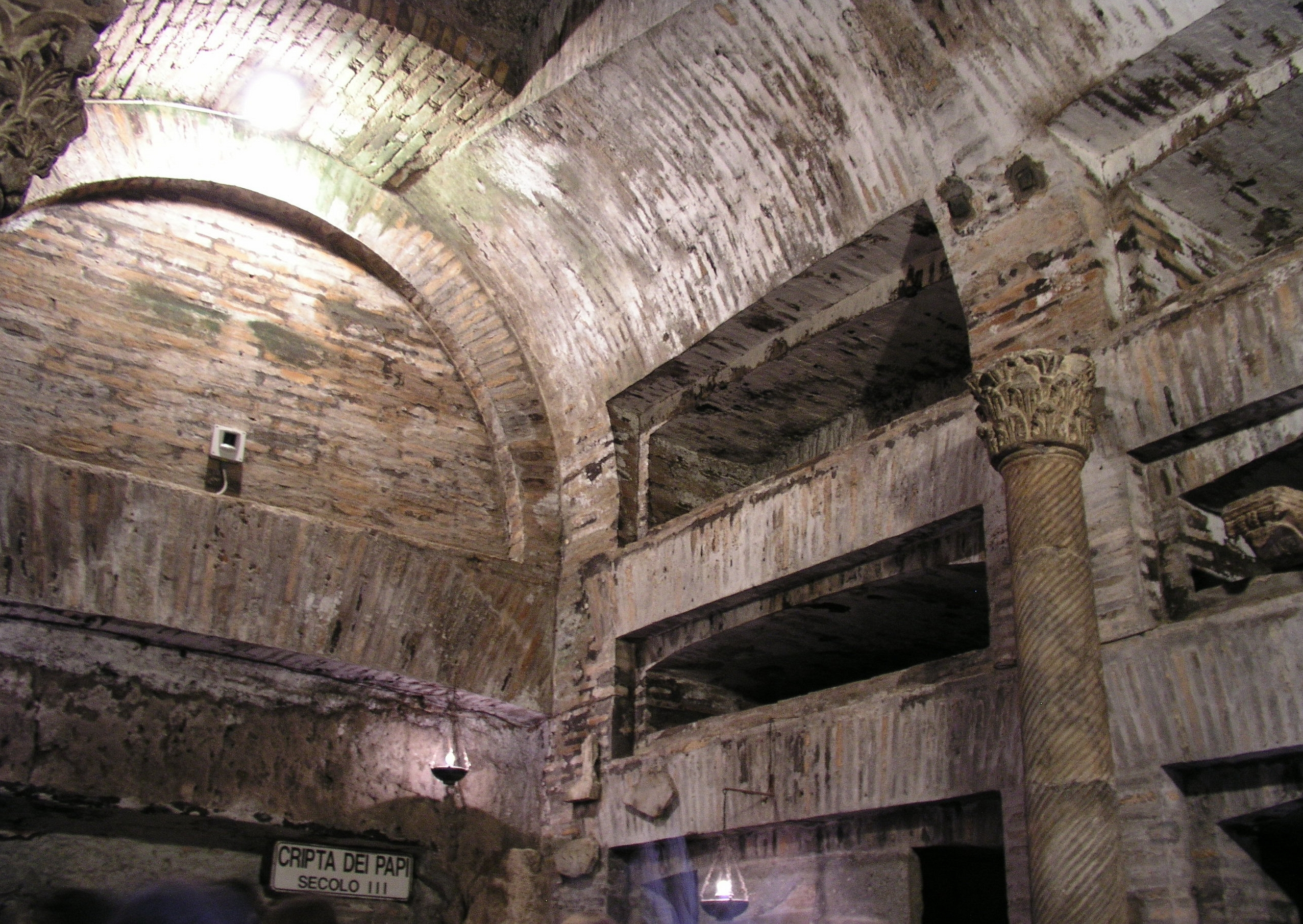
La Cripta dels papes

És el lloc més sagrat i important d'aquestes catacumbes, descobert per l'arqueòleg Giovanni Battista de Rossi l'any 1854, i definit per ell "el petit Vaticà, el monument central de les necròpolis cristianes".
Va tenir el seu origen cap a fins del segle ii. Després de la donació d'aquesta àrea a l'Església de Roma, el cubiculum va ser remodelat i transformat en cripta i es va tornar en sepulcre dels papes del III segle.
La cripta dels papes, inicialment, va consistir en dos cubiculum privats comunicats per una porta, que més tard, quan la petita catacumba va ser administrada per l'Església, es van fondre en un solament, amb dos forats en forma d'arc en el sòl per a sarcòfags i sis sepulcres de forma rectangular en cadascuna de les seves parets més llargues. El sostre va estar decorat amb pintures, però van ser destruïdes per l'obertura realitzada en el segle iv. En el lloc que correspon a la unió dels dos cubiculum in situ hi ha dues columnes d'estries salomòniques molt fines i breus amb capitells i bases corintis; segurament suportaven una biga de fusta. En la paret del fons hi ha un sepulcre més profund, precedit per una graderia de marbre amb quatre orificis que no poden significar altra cosa que el lloc on s'encastaven les quatre columnes d'un altar.
La cripta, de forma rectangular, contenia quatre nínxols per a sarcòfags i sis sepulcres de forma rectangular a cada costat; en total, doncs, setze sepultures, més una tomba monumental en la paret del fons. En aquesta cripta van ser sepultats nou papes i vuit bisbes del segle ii. En les parets estan enganxades les làpides originals, trencades i incompletes, de cinc papes. Els seus noms estan escrits en grec, segons el costum oficial de l'Església d'aquell temps. En el segle iv, el papa Damas I va transformar la cripta en una petita església engrandint la porta, tapant el finestral de la paret, establint una tarima de marbre davant el sepulcre i col·locant sobre ella un altar, consistent en un tauler de pedra sobre quatre columnes. Davant la tomba va col·locar una làpida amb un epitafi en vers. Finalment, va obrir dues obertures sobre l'altar i altre, més gran, en el centre del que ara seria nau.

## Cripta de Santa Cecília
La cripta de Santa Cecília va ser, en origen, a un cubiculum cristià per a fidels que volien que els seus cossos fossin enterrats a prop de les tombes dels papes màrtirs. En el segle iii, la freqüència amb què va ser visitada aquesta zona pels fidels va fer necessari construir un criptopòrtic. En la paret de l'esquerra, sota, s'obre un gran nínxol en el qual va ser col·locat el sarcòfag que conté el cos de Cecília, que va romandre allí fins a l'any 821 quan el papa Sant Pasqual I el va fer traslladar al Trastevere, a la basílica que porta el seu nom. L'estàtua, que es pot visitar a la catacumba, és una còpia de l'estàtua d'Esteban Maderno (1566-1636), esculpida en 1599, quan es va fer el reconeixement de les restes mortals de Cecília. Aquests van ser trobats en la posició reproduïda per l'escultor.
La cripta havia estat embellida amb mosaics i pintures. D'aquestes últimes en queden ara algunes imatges. En la paret esquerra, al costat del lloc de sepultura de la màrtir, a dalt hi ha representada Santa Cecília en actitud orant; a sota, en un petit nínxol, hi ha la imatge de Crist "Pantocràtor" (Omnipotent), que sosté l'Evangeli. Al costat hi ha la imatge d'Urbà I, papa i màrtir, contemporani de Santa Cecília.

## Cubiculums dels sagraments
En la galeria A, a l'esquerra hi han cinc cambres o tombes familiars, anomenades "els Cubiculi dels Sagraments", amb frescos datats al voltant del segle iii i que representen, simbòlicament, els sagraments de la iniciació cristiana: Baptisme i eucaristia.